# Trichilia mazanensis
Trichilia mazanensis là một loài thực vật có hoa trong họ Meliaceae. Loài này được J.F.Macbr. miêu tả khoa học đầu tiên năm 1949.